# السيد المشرق (مسلسل كوري)
السيد المشرق (بالكورية: 미스터 션샤인)؛ هو مسلسل تلفزيوني كوري جنوبي لعام 2018، تدور أحداث المسلسل في «هان سيونغ» (الاسم السابق لسيول) في أوائل القرن العشرين، ويركز على النشطاء الذين يقاتلون من أجل استقلال كوريا، بث المسلسل في يومي السبت والأحد على تي في إن بدءًا من 7 يوليو 2018، وانتهى في 30 سبتمبر 2018، وهو متاح دوليًا على نتفليكس.

## القصة
أثناء بعثة الولايات المتحدة إلى جوسون (كوريا الجنوبية) في عام 1871 قام صبي من جوسون بصعود سفينة حربية أمريكية وذهب إلى أمريكا، بعد أن قتل والديه الخادمين وهربا للنجاة بحياته من طاردوا العبيد، ليلتحق بالجيش الأمريكي عندما يبلغ، ثم يعود إلى وطنه كجندي أمريكي متمركز في البلاد ويقع بحب فتاه من عائلة نبيلة... وتأخذ الأحداث مجراها.

## بطولة
- لي بيونغ هون : في دور تشوي يو جين
- كيم تاي ري : في دور غو أي سين
- يو-يون-سوك : في دور جوو دونغ ماي
- كيم مين جونغ : في دور هي نا
- بيون-يو-هان : في دور كيم هي سونغ

## الاستقبال
سجل السيد المشرق سادس أعلى تقييم على (قناة خاصة) حيث وصلت الحلقة الأخيرة إلى 18.129٪ وحققت متوسط تقييم قدره 12.955٪، وهو ثاني أعلى معدل تقييم تم تسجيله على الإطلاق للقنوات الخاصة في كوريا، تلقى إشادة من النقاد لتصويره السينمائي، وأشاد النقاد بالدراما «لسردها العميق للقصص» وقدرتها على زيادة وعي المشاهدين بالتاريخ، فازت دراما السيد المشرق بجائزة دراما العام في حفل توزيع جوائز APAN السادس، بالإضافة إلى الجائزة الكبرى للممثل لي بيونغ هون.

## المشاهدات
السيد المشرق  : عدد مشاهدي كوريا الجنوبية لكل حلقة (بالملايين)
| الموسم | الموسم | رقم الحلقة | رقم الحلقة | رقم الحلقة | رقم الحلقة | رقم الحلقة | رقم الحلقة | رقم الحلقة | رقم الحلقة | رقم الحلقة | رقم الحلقة | رقم الحلقة | رقم الحلقة | رقم الحلقة | رقم الحلقة | رقم الحلقة | رقم الحلقة | رقم الحلقة | رقم الحلقة | رقم الحلقة | رقم الحلقة | رقم الحلقة | رقم الحلقة | رقم الحلقة | رقم الحلقة | معدل  |
| الموسم | الموسم | 1          | 2          | 3          | 4          | 5          | 6          | 7          | 8          | 9          | 10         | 11         | 12         | 13         | 14         | 15         | 16         | 17         | 18         | 19         | 20         | 21         | 22         | 23         | 24         | معدل  |
| ------ | ------ | ---------- | ---------- | ---------- | ---------- | ---------- | ---------- | ---------- | ---------- | ---------- | ---------- | ---------- | ---------- | ---------- | ---------- | ---------- | ---------- | ---------- | ---------- | ---------- | ---------- | ---------- | ---------- | ---------- | ---------- | ----- |
|        | 1      | 2.234      | 2.426      | 2.585      | 2.898      | 2.825      | 3.257      | 2.961      | 3.147      | 2.922      | 3.746      | 3.314      | 3.442      | 3.461      | 4.040      | 3.308      | 3.832      | 1.822      | 3.833      | 3.580      | 4.305      | 3.647      | 4.144      | 4.144      | 4.631      | 3.354 |

| الحلقة | تاريخ البث الأصلي | متوسط حصة الجمهور | متوسط حصة الجمهور |
| الحلقة | تاريخ البث الأصلي | إيه جي بي نيلسن   | إيه جي بي نيلسن   |
| الحلقة | تاريخ البث الأصلي | على الصعيد الوطني | سيول              |
| ------ | ----------------- | ----------------- | ----------------- |
| 1      | 7 يوليو 2018      | 8.852٪ (الأول)    | 10.636٪ (الأول)   |
| 2      | 8 يوليو 2018      | 9.691٪ (الأول)    | 11.511٪ (الأول)   |
| 3      | 14 يوليو 2018     | 10.082٪ (الأول)   | 12.386٪ (الأول)   |
| 4      | 15 يوليو 2018     | 10.567٪ (الأول)   | 11.865٪ (الأول)   |
| 5      | 21 يوليو 2018     | 10.835٪ (الأول)   | 12.717٪ (الأول)   |
| 6      | 22 يوليو 2018     | 11.713٪ (الأول)   | 13.481٪ (الأول)   |
| 7      | 28 يوليو 2018     | 11.114٪ (الأول)   | 12.563٪ (الأول)   |
| 8      | 29 يوليو 2018     | 12.330٪ (الأول)   | 13.912٪ (الأول)   |
| 9      | 4 أغسطس 2018      | 11.695٪ (الأول)   | 12.763٪ (الأول)   |
| 10     | 5 أغسطس 2018      | 13.534٪ (الأول)   | 15.400٪ (الأول)   |
| 11     | 11 أغسطس 2018     | 12.792٪ (الأول)   | 14.227٪ (الأول)   |
| 12     | 12 أغسطس 2018     | 13.399٪ (الأول)   | 15.378٪ (الأول)   |
| 13     | 18 أغسطس 2018     | 13.327٪ (الأول)   | 15.576٪ (الأول)   |
| 14     | 19 أغسطس 2018     | 15.626٪ (الأول)   | 18.126٪ (الأول)   |
| 15     | 25 أغسطس 2018     | 12.893٪ (الأول)   | 14.686٪ (الأول)   |
| 16     | 26 أغسطس 2018     | 15.023٪ (الأول)   | 17.370٪ (الأول)   |
| 17     | 1 سبتمبر 2018     | 7.694 ٪ (الأول)   | 8.140٪ (الأول)    |
| 18     | 2 سبتمبر 2018     | 14.722٪ (الأول)   | 16.387٪ (الأول)   |
| 19     | 8 سبتمبر 2018     | 14.114٪ (الأول)   | 14.775٪ (الأول)   |
| 20     | 9 سبتمبر 2018     | 16.500٪ (الأول)   | 18.178٪ (الأول)   |
| 21     | 15 سبتمبر 2018    | 14.280٪ (الأول)   | 16.013٪ (الأول)   |
| 22     | 16 سبتمبر 2018    | 16.588٪ (الأول)   | 18.749٪ (الأول)   |
| 23     | 29 سبتمبر 2018    | 15.419٪ (الأول)   | 17.272٪ (الأول)   |
| 24     | 30 سبتمبر 2018    | 18.129٪ (الأول)   | 21.828٪ (الأول)   |
| معدل   | معدل              | 12.955٪           | 14.747٪           |
| مميز   | 22 سبتمبر 2018    | 8.937٪            | 9.404٪            |

## الإنتاج
- تخطيط  : جيني تشوي (S.D)
- المساهم : نتفليكس.[10]
- فريق العمل : هوا آند دام بيكتشرز (تابعة لي استوديو دراغون).[11].

أكدت قناة tvN رسميا أن الدراما كلفت أكثر من 43 مليار وون منها 70% أو 30 مليار وون تم استثمارها بواسطة شبكة نتفليكس الأمريكية.
عرض قسم استوديو دراغون الشراكة لأول مرة مع SBS، لكن تم رفض المشروع بسبب القيود المالية والإعلانية.
المسلسل هو ثالث تعاون بين الكاتبة كيم إيون سوك والمخرج لي إيون بوك.
تمثل الدراما أول ظهور للممثلة كيم تاي ري على الشاشة.
تكلفة ظهور الممثل لي بيونغ هون لكل حلقة 200-150 مليون وون.
عرض دور لي كيم سا رانغ لكنها تراجعت في فبراير 2018 بسبب تضارب المواعيد، تم استبدالها بالممثلة كيم مين جونغ.
بدأ التصوير في سبتمبر 2017. وتم تصويره في أجزاء مختلفة من كوريا بما في ذلك بوسان، ودايجو، وغوكسيونغ، وكيونغجو، وهابتشون. تم بناء عدة مجموعات مخصصة فقط لأوائل القرن العشرين في كوريا على مساحة 20000 متر مربع في نونسان، مقاطعة تشونغتشونغ الجنوبية، و 6600 متر مربع أخرى في موقع داخلي في دايجون، تم استئجار 1000 متر إضافية لمشهد المعركة.

## روابط خارجية
السيد المشرق على موقع IMDb (الإنجليزية)
- السيد المشرق على موقع روتن توميتوز (الإنجليزية)
- السيد المشرق على موقع نتفليكس (الإنجليزية)
- السيد المشرق على موقع فيلمافينيتي (الإسبانية)
- السيد المشرق على موقع كينوبويسك (الروسية)
- السيد المشرق على موقع قاعدة بيانات الفيلم (الإنجليزية)